# IBSレディオヘヴン
IBSレディオヘヴンは、茨城放送で1999年10月4日から2000年3月31日まで放送された音楽番組である。
当時の茨城放送のナイターオフ編成時は19時から「松本ひでおのヨッ!お疲れさん」（ニッポン放送発）を19時30分で飛び降り、19時30分からそれまで放送していたIBSミュージックデリバリーをリニューアルする形でスタートした。（月曜のみ20時5分から）

## 出演者
- 増田明美（月、火）当時在籍していたアナウンサー。元マラソン選手とは同姓同名の別人。
- 古瀬俊介（水）
- 高木圭二郎（木、金）

1999年11月3日は、古瀬がナビスコカップ（現在はYBCルヴァンカップ）取材のため、高木が代役で務めた。

## 放送時間
毎週月 - 金曜　19:30 - 21:00（月曜のみ『がんばれ!!鹿島アントラーズ』が19:30 - 20:00に組まれているため、20:05 - 21:00）途中20:00 - 20:05茨城新聞ニュース挿入
ただし、IBSスーパーサッカー（水曜ナイトマッチ開催日）、県立高校の解答と解説（3月第1週）が同枠に入る場合、番組はお休みとなった。

## 主な内容
- 月曜　ワールドミュージック - 世界各国の音楽を紹介
- 火曜　あの頃のあの歌 - 茨城放送が開局した1963年から1年ずつ年を追ってその年にヒットした曲を紹介する。
- 水曜　ランキング19×× - 火曜日の企画と似ているが、こちらは1970年代から毎週1年ずつ年を追ってその年の曲をランキング形式で紹介する。
- 木曜　最新J-POP - 毎週邦楽の新譜を紹介する。
- 金曜　最新洋楽 - 毎週洋楽の新譜を紹介する。

## 主なコーナー
リクエスト
番組前半は上述のテーマ音楽を流し、後半にリスナーからのリクエストを流していた。
リクエストは放送開始前の18:30から20:30まで受け付けていた。なお、リクエストは上述のテーマに限らずリクエストできる。
CDシングルルーレット
木曜前半のコーナー。茨城放送のレコード室には10000枚程度（1999年当時）の8センチシングルが保管してあり（入荷順から順にシングルナンバーが付けられ、99年頃は9000番台後半まであった。）、1分間万歩計を使って出た数字（例:例えば105という数字が出ればシングルナンバー0105番の8センチシングルがかかる）や、1から0の数字の書かれた的に鉛筆を4回倒して出た数字などの曲をかけていた。
また、このコーナーは後に「PIT IN!」でも行っている。
くしくも1999年頃はシングル盤が8センチ盤より現在のようにマキシシングルでリリースするほうが多くなってきた頃でもある。（最近のJ-POPではほとんど8センチシングルでのリリースは無い）
クイズdeヘブン
木曜後半のコーナー。2人のリスナーと電話を繋いでクイズに答えるというコーナー。3問正解すればリクエストがかかる。
原曲VSカバー曲
金曜後半のコーナー。主に洋楽（原曲）と、日本人アーティストがカバーした曲を流す。

## 備考
- 1999年12月24日の放送は鹿原徳夫と『ちょっとタンマ!』とのコラボ企画で安達太良高原スキー場から生放送を行った。
- 1999年12月30日の放送は増田、古瀬、高木の3人で年末特別企画として生放送を行った。